# Manfred Drotschmann

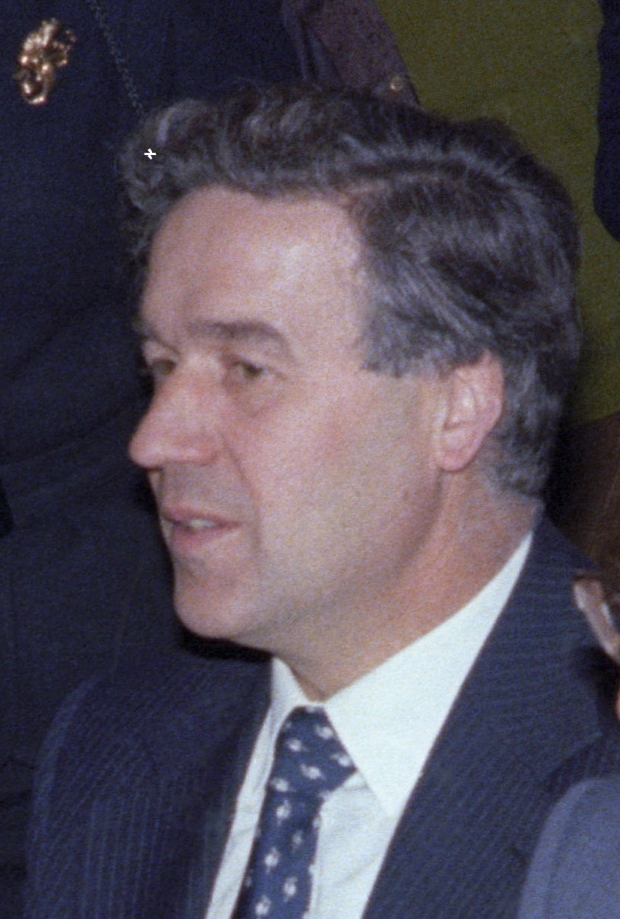
Manfred Drotschmann 1981

Manfred Drotschmann (* 22. März 1933 in Ritterswalde, Landkreis Neisse, Provinz Oberschlesien; † 16. Juni 2020 in Hamburg) war ein deutscher Landwirt und ehemaliger Abgeordneter der Hamburgischen Bürgerschaft für die SPD.

## Leben
Manfred Drotschmann wechselte 1945 von der Volksschule auf das Gymnasium – und musste die Schulausbildung wegen Flucht bzw. Vertreibung aus Schlesien unterbrechen. Er machte 1948 in Hamburg den Volksschulabschluss, begann eine landwirtschaftliche Lehre und besuchte von 1951 bis 1953 eine landwirtschaftliche Fachschule. Es folgte von 1956 bis 1957 ein Studium an der Ingenieursschule in Hildesheim mit der Prüfung zum Agraringenieur.
Seit 1959 arbeitete er als selbstständiger Landwirt auf einem Pachthof in Hamburg-Billwerder. 1973 wurde er Vorsitzender des Hauptausschusses für Landwirtschaft und Gartenbau bei der Landwirtschaftskammer und 1974 Vorstandsmitglied beim Bauernverband Hamburg.
Er war verheiratet und hatte vier Kinder.

## Politik
1964 trat Manfred Drotschmann in die SPD ein. Er wurde Kreis- und Landesdelegierter und Vorsitzender des Ortsvereins (Distrikt) Billwerder im Kreis Hamburg-Bergedorf. Von 1966 bis 1974 wurde er von seiner Partei in die Deputation der Behörde für Wirtschaft, Verkehr und Landwirtschaft entsandt und als Mitglied in den gleichnamigen Ausschuss beim  Parteivorstand in Bonn. 
1978 wurde er als Abgeordneter in die Hamburgische Bürgerschaft gewählt. Er arbeitete dort bis 1987 vor allem im Haushaltsausschuss und im Ausschuss für Ernährung und Landwirtschaft mit.